# Euaspis diversicarinata
Euaspis diversicarinata är en biart som beskrevs av Pasteels 1980. Euaspis diversicarinata ingår i släktet Euaspis och familjen buksamlarbin. Inga underarter finns listade i Catalogue of Life.